# 陽明山溫泉紅藻
陽明山溫泉紅藻（学名：Cyanidiococcus yangmingshanensis），是紅藻的一種，於臺灣陽明山發現。

## 發現
陽明山溫泉紅藻於2015年時在臺灣陽明山國家公園的溫泉區發現，研究者源認為該紅藻屬於Galdieria一屬。但經基因分析後，研究團隊提出此種藻株應為新屬新種。